# Вега, Пас
Пас Ве́га (исп. Paz Vega), настоящее имя Мария де ла Пас Кампос Триго, (исп. María de la Paz Campos Trigo; род. 2 января 1976, Севилья, Андалусия) — испанская киноактриса.

## Биография
Вега взяла сценический псевдоним от своей бабушки. После посещения спектакля «Дом Бернарды Альбы» Федерико Гарсиа Лорки в возрасте 15 лет она решила стать актрисой. После окончания школы в 16 лет она поступила в театральную школу Centro Andaluz de Teatro. После двух лет обучения в театральной школе и двух лет изучения гуманитарных и социальных наук Вега переехала в Мадрид, надеясь сделать успешную актёрскую карьеру.
Её телевизионный дебют состоялся в телесериале «Менудо — мой отец», в котором также снимался Эль Фари, известный в Испании певец. После участия ещё в двух сериалах — «Больше чем друзья» и «Приятели» — Вега попала на большой экран, сыграв в фильме 1999 года «Флирт». В том же году она сыграла небольшую роль в фильме Давида Менкеса «Я переживу», в котором также сыграли Эмма Суарес, Хуан Диего Ботто и Бой Джордж (камео).
Известность пришла к актрисе после сериала «7 жизней» (съёмки которого также начались в 1999 году). Сериал был испанской версией «Друзей» и стал одним из самых популярных ситкомов Испании. Вега играла Лауру, весёлую андалусскую девушку, остановившуюся в квартире Давида, недавно вышедшего из комы. Сериал транслировался ведущей частной телесетью Испании Telecinco и завершился 12 апреля 2006 года, правда уже без Веги.
После того как режиссёр Матео Хиль увидел Вегу в «7 жизнях» он пригласил её в свой фильм «Никто никого не знает», сценарий и музыку для которого написал Алехандро Аменабар (будущий обладатель «Оскара»).
Актрисой был очарован и другой испанский режиссёр, Хулио Медем. Он пригласил Вегу на главную роль в свой «провокационно-сексуальный» проект «Люсия и секс», истории о романе молодой женщины и писателя и о том, как неожиданно развивающиеся события ведут к трагедии. Чтобы серьёзно заняться этой ролью Вега ушла из «7 жизней». Этот полный эротики фильм имел невиданный успех, принёс Веге мировую известность и премию «Гойя» за лучший актёрский дебют.
В 2001 году Вега сыграла жертву насилия в семье в фильме «Только моя», а в 2002 году знаменитый Педро Альмодовар дал ей роль в своём фильме «Поговори с ней». В фильме также снимался её партнёр по «7 жизням», Хавьер Камара. Лента получила «Оскар» за лучший сценарий, что практически невероятно для фильма не на английском языке. Вскоре Вега снялась в главных ролях в музыкальной романтической комедии «Другая сторона постели» и экранизации знаменитой новеллы Проспера Мериме «Кармен», снятой Висенте Арандой.
В декабре 2004 года состоялся голливудский дебют Пас Веги — она сыграла домработницу-испанку в романтической комедии «Испанский английский» c Адамом Сэндлером.
В 2007 году она снялась в фильме «Гнездо жаворонка», повествующем о геноциде армян 1915 года в Турции.

## Личная жизнь
С 2002 года замужем за Орсоном Саласаром. У супругов трое детей — сыновья Орсон (род. 2 мая 2007) и Ленон (род. 13 августа 2010), а также дочь Ава (род. 17 июля 2009).

## Фильмография

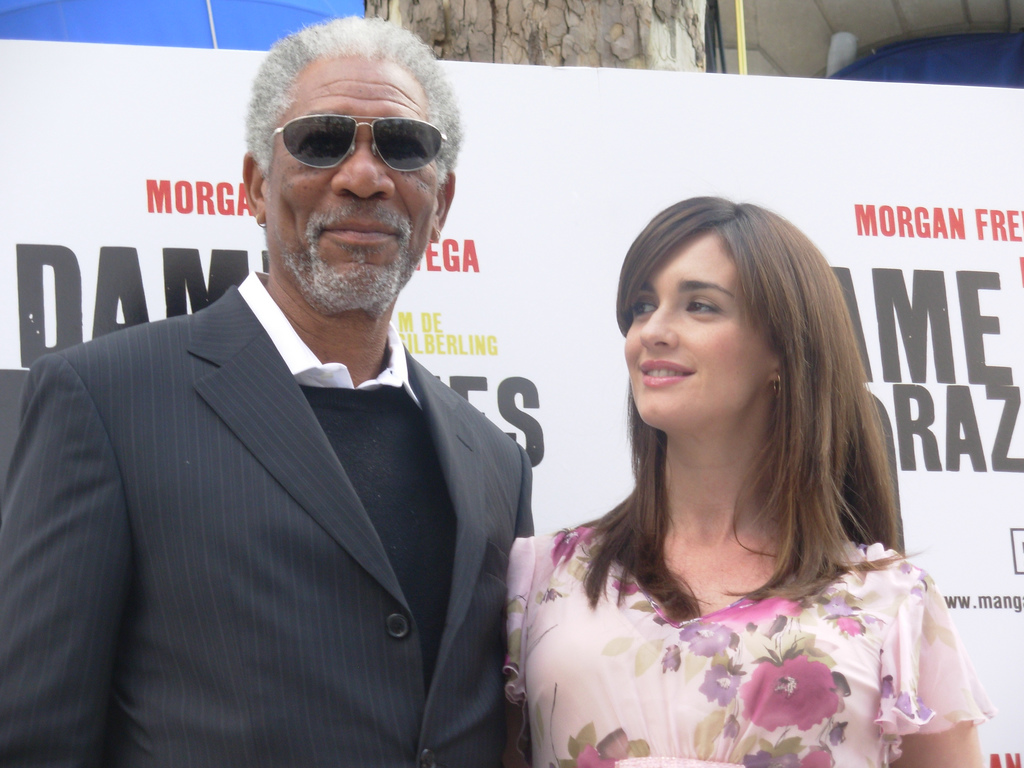
Пас Вега и Морган Фримен на премьере фильма «10 шагов к успеху» в 2007 году

| Год       |   | Русское название       | Оригинальное название                     | Роль                    |
| --------- | - | ---------------------- | ----------------------------------------- | ----------------------- |
| 1997—1998 | с | Больше чем друзья      | Más que amigos                            | Ольга                   |
| 1998      | с | Приятели               | Compañeros                                | Лус                     |
| 1998      | ф | Прости, прости         | Perdón, perdón                            | Мария                   |
| 1999      | ф | Флирт                  | Zapping                                   | Эльвира                 |
| 1999      | ф | Я переживу             | Sobreviviré                               | Асафата                 |
| 1999      | ф | Никто никого не знает  | Nadie conoce a nadie                      | Ариадна                 |
| 2000—2006 | с | 7 жизней               | 7 vidas                                   | Лаура                   |
| 2001      | ф | Люсия и секс           | Lucía y el sexo                           | Люсия                   |
| 2001      | ф | Только моя             | Sólo mía                                  | Анджела                 |
| 2002      | ф | Поговори с ней         | Hable con ella                            | Ампаро                  |
| 2002      | ф | Другая сторона постели | El otro lado de la cama                   | Соня                    |
| 2002      | ф | Без памяти             | Novo                                      | Изабелла                |
| 2003      | ф | Кармен                 | Carmen                                    | Кармен                  |
| 2003      | ф | Скажи «да»             | Di que sí                                 | Эстрелла Куевас         |
| 2004      | ф | Испанский английский   | Spanglish                                 | Флор Морено             |
| 2006      | ф | 10 шагов к успеху      | 10 Items or Less                          | Скарлет                 |
| 2006      | ф | Борджиа                | Los Borgia                                | Катерина Сфорца         |
| 2006      | ф | Затемнение             | Fade to Black                             | Лия Падовани            |
| 2007      | ф | Гнездо жаворонка       | La masseria delle allodole                | Нуник                   |
| 2007      | ф | Тереза, смерть и жизнь | Teresa, muerte y vida                     | Святая Тереза Авильская |
| 2007      | ф | Рискни полюбить меня   | Dare to Love Me                           | Беатрис                 |
| 2008      | ф | Человеческий контракт  | The Human Contract                        | Мишель                  |
| 2008      | ф | Мститель               | The Spirit                                | Алебастр                |
| 2008      | ф | Исчезновение           | Not Forgotten                             | Амая                    |
| 2009      | ф | Шесть жён Генри Лефэя  | The Six Wives of Henry Lefay              | Вероника                |
| 2009      | ф | Сортировка             | Triage                                    | Елена Моралес           |
| 2010      | ф | Горящие пальмы         | Burning Palms                             | Бланка Хуарес           |
| 2011      | ф | Всем нужна Кэт         | Cat Run                                   | Катарина                |
| 2012      | ф | Тысяча и одна ночь     | Le mille e una notte: Aladino e Sherazade | Намуна                  |
| 2013      | ф | Я очень возбуждён      | Los amantes pasajeros                     | Альба                   |
| 2014      | ф | Помпеи                 | Pompeii                                   | Стригана                |
| 2014      | ф | Принцесса Монако       | Grace of Monaco                           | Мария Каллас            |
| 2014      | ф | Убить гонца            | Kill the Messenger                        | Корал Бака              |
| 2015      | ф | Римские свидания       | All Roads Lead to Rome                    | Джулия Карни            |
| 2016      | с | ОА                     | The OA                                    | Рената                  |
| 2017      | ф | Обет молчания          | Acts of Vengeance                         | Alma                    |
| 2019      | ф | Рэмбо: Последняя кровь | Rambo: Last Blood                         | Кармен Дельгадо         |
| 2023      | с | Калейдоскоп            | Kaleidoscope                              | Ава Мерсер              |

## Награды и номинации
| Год  | Премия                              | Категория                           | Название фильма или телесериала | Результат |
| ---- | ----------------------------------- | ----------------------------------- | ------------------------------- | --------- |
| 2001 | Premios Ondas                       | Лучшая актриса                      | «Люсия и секс»                  | Победа    |
| 2002 | Sant Jordi Awards                   | Лучшая испанская актриса            | «Люсия и секс» и «Только моя»   | Победа    |
| 2002 | Spanish Actors Union                | Newcomer Award                      | «Люсия и секс»                  | Номинация |
| 2002 | Spanish Actors Union                | Лучшая актриса                      | «Люсия и секс»                  | Номинация |
| 2002 | Каннский кинофестиваль              | Женский дебют                       |                                 | Номинация |
| 2002 | Гойя                                | Лучший женский дебют                | «Люсия и секс»                  | Победа    |
| 2002 | Гойя                                | Лучшая женская роль                 | «Только моя»                    | Номинация |
| 2002 | Cinema Writers Circle Awards        | Лучшая актриса                      | «Только моя»                    | Номинация |
| 2002 | Fotogramas de Plata                 | Лучшая исполнительница женской роли | «Люсия и секс» и «Только моя»   | Номинация |
| 2003 | Fotogramas de Plata                 | Лучшая исполнительница женской роли | «Другая сторона постели»        | Номинация |
| 2004 | Fotogramas de Plata                 | Лучшая исполнительница женской роли | «Кармен»                        | Номинация |
| 2004 | Phoenix Film Critics Society Awards | Прорыв года                         | «Испанский английский»          | Победа    |
| 2004 | Премия Европейской киноакадемии     | Лучшая актриса                      | «Кармен»                        | Номинация |
| 2005 | Imagen Awards                       | Лучшая актриса                      | «Испанский английский»          | Номинация |
| 2014 | Taormina Film Fest                  | Премия Таормина Арте                |                                 | Победа    |